# Diada de Sant Fèlix 2016
La diada castellera de Sant Fèlix del 2016 tingué lloc el dimarts 30 d'agost del 2016 a la Plaça de la Vila de Vilafranca del Penedès, en el marc de la Festa Major de Sant Fèlix. Les quatre colles participants van ser els Castellers de Vilafranca, la Colla Vella dels Xiquets de Valls, els Minyons de Terrassa i la Colla Joves Xiquets de Valls.
És considerada la Diada de Sant Fèlix en què les colles castelleres van ser més arriscades, assolint fins a 14 castells de Gamma Extra, un autèntic rècord al món casteller. El gran nivell en què es trobaven les colles, la rivalitat entre castellers, l'ambició d'autosuperar-se i les ganes de fer grans castells van ser els ingredients especials per fer de la Diada de Sant Fèlix 2016 una diada bestial, fins al punt que és l'única de la història, fins al moment, en què s'han assolit quatre castells de deu pisos.
Castellerament parlant, va ser una diada estratosfèrica. No només es van assolir castells de deu pisos, si no que, a més, es van aconseguir altres grans castells com el 4 de 9 sense folre i nombrosos castells de la gamma alta de 9. Cal dir que tots els intents de les colles van ser de castells superiors al 3 de 9 amb folre, i dos dels quatre pilars eren de 8 pisos.

## Elecció de les colles
Tot i que, des d'un primer moment, els administradors de la Festa Major de Sant Fèlix 2016 van proposar fer una diada amb fins a sis colles participants (això es devia al gran moment que vivia el món casteller i les mateixes colles), permetent la possibilitat de fer partícipes la Colla Jove Xiquets de Tarragona i els Xiquets de Tarragona, aquesta hipòtesi es va desestimar ben aviat, per la inviabilitat de tot plegat.
Així doncs, la mateixa administració va fer una visita a cadascuna de les sis colles considerades amb possibilitats de participar en la Diada, i finalment, les quatre colles escollides van ser els Castellers de Vilafranca, la Colla Vella dels Xiquets de Valls, els Minyons de Terrassa i la Colla Joves Xiquets de Valls, ja que, a priori, eren les colles que semblaven més propenses a donar un gran espectacle per Sant Fèlix.

## Sorteig d'ordre d'actuació
Un dels molts canvis que va patir la Diada de Sant Fèlix va ser en el mecanisme per triar l'ordre d'actuació. En un acte al Vinseum de Vilafranca del Penedès, on hi havia representants de cadascuna de les quatre colles participants, es va sortejar que seria el cap de colla de la Vella de Valls, Manel Urbano, l'encarregat de triar l'ordre d'actuació del dia 30 d'agost. Urbano va triar una de les quatre possibilitats, la que feia començar la Diada als Minyons de Terrassa, feia actuar a la Vella de Valls en segona ronda, la Joves de Valls en tercera ronda, i als Castellers de Vilafranca, en quarta i última.
Tot plegat era un mecanisme per evitar, mitjançant la posició de cada colla a la Plaça de la Vila, una acceleració de la Diada, permetent a les colles començar a preparar el peu del seu castell mentre encara sonessin les gralles de l'última construcció.

## Resultats[2]
| Resultat              |
| --------------------- |
| Descarregat (D)       |
| Carregat (C)          |
| Intent (I)            |
| Intent desmuntat (ID) |

Llegenda: f: amb folre, fm: amb folre i manilles, fa: amb folre i l'agulla o el pilar al mig, sf: sense folre
| Ordre | Colla                             | 1a ronda   | 2a ronda    | 3a ronda    | Repetició | Repetició  | Pilars de mèrit |
| ----- | --------------------------------- | ---------- | ----------- | ----------- | --------- | ---------- | --------------- |
| 1a    | Minyons de Terrassa               | 3de10fm(c) | 5de9f       | 2de9fm      | —         | —          | Pde7f           |
| 2a    | Colla Vella dels Xiquets de Valls | 3de10fm    | 4de9sf      | —           | 4de9fa    | —          | Pde8fm (c)      |
| 3a    | Colla Joves Xiquets de Valls      | 2de9fm     | 4de9sf(c)   | 5de9f       | —         | —          | Pde5            |
| 4a    | Castellers de Vilafranca          | 3de10fm    | 4de10fm (i) | 3de9fa (id) | 3de9fa    | 4de10fm(c) | Pde8fm          |

## Estadística
Es van fer fins a 18 intents de les quatre colles, entre castells i pilars de mèrit, dels quals 12 es van descarregar, 4 es van carregar, 1 va quedar en intent i 1 més va ser un intent desmuntat. A més, fins a quatre peus es van desmuntar abans de considerar-se intents, el més especial dels quals va ser el peu del 4de10fm que va fer la Colla Vella a la 3a ronda, i que va caure abans que sonessin gralles.
En ordre de dificultat creixent, i prenent de referència la Taula de Puntuació del XXVI Concurs de Castells de Tarragona, el castell assolit i de menys dificultat va ser qualsevol de les dues torres de 9 amb folre i manilles, i el més difícil, el 4 de 10 amb folre i manilles, sense comptar els pilars de la ronda de pilars de mèrit. De totes les construccions assolides per les colles (en total, 16 d'assolides), fins a 14 construccions van ser de Gamma Extra.

### Per castell
La següent taula mostra l'estadística dels castells que es van intentar a la diada. Els pilars de la ronda de pilars de mèrit també estan computats en aquesta taula. Els castells apareixen ordenats, de major a menor dificultat, segons la Taula de Puntuació del XXVI Concurs de Castells de Tarragona.
| Núm.        | Castell                                  | Descarregat | Carregat | Intent | Intent desmuntat | Total |
| ----------- | ---------------------------------------- | ----------- | -------- | ------ | ---------------- | ----- |
| 1           | 4 de 10 amb folre i manilles (4de10fm)   | —           | 1        | 1      | —                | 2     |
| 2           | 3 de 10 amb folre i manilles (3de10fm)   | 2           | 1        | —      | —                | 3     |
| 3           | 4 de 9 sense folre (4de9sf)              | 1           | 1        | —      | —                | 2     |
| 4           | 3 de 9 amb folre i l'agulla (3de9fa)     | 1           | —        | —      | 1                | 2     |
| 5           | 4 de 9 amb folre i l'agulla (4de9fa)     | 1           | —        | —      | —                | 1     |
| 6           | 5 de 9 amb folre (5de9f)                 | 2           | —        | —      | —                | 2     |
| 7           | Pilar de 8 amb folre i manilles (Pde8fm) | 1           | 1        | —      | —                | 2     |
| 8           | 2 de 9 amb folre i manilles (2de9fm)     | 2           | —        | —      | —                | 2     |
| 9           | Pilar de 7 amb folre (Pde7f)             | 1           | —        | —      | —                | 1     |
| 10          | Pilar de 5 (Pde5)                        | 1           | —        | —      | —                | 1     |
| Total       | Total                                    | 12          | 4        | 1      | 1                | 18    |
| Percentatge | Percentatge                              | 66,7%       | 22,2%    | 5,6%   | 5,6%             | 100%  |

### Per colla
La següent taula mostra els castells i pilars intentats per cadascuna de les colles amb relació a la dificultat que tenen, ordenats de major a menor dificultat. En aquesta taula no es comptabilitzen els peus desmuntats.
| Colla                             | 4de10fm | 3de10fm | 4de9sf | 3de9fa | 4de9fa | 5de9f | Pde8fm | 2de9fm | Pde7f | Pde5 |
| --------------------------------- | ------- | ------- | ------ | ------ | ------ | ----- | ------ | ------ | ----- | ---- |
| Castellers de Vilafranca          | i, c    | d       |        | id, d  |        |       | d      |        |       |      |
| Colla Vella dels Xiquets de Valls |         | d       | d      |        | d      |       | c      |        |       |      |
| Minyons de Terrassa               |         | c       |        |        |        | d     |        | d      | d     |      |
| Colla Joves Xiquets de Valls      |         |         | c      |        |        | d     |        | d      |       | d    |

## Curiositats
Aquesta Diada de Sant Fèlix no es va deslliurar, com molts altres esdeveniments de similar importància, de certa controvèrsia. Per raons de seguretat i logística, seguia sent impossible acollir més de quatre colles a la mateixa Diada, de manera que, com els altres anys, algunes de les millors agrupacions castelleres se'n van quedar fora, especialment les de Gamma Extra. En les edicions dels anys 1996 i 2012 la Colla Joves de Valls, a conseqüència del seu estat de forma, no va poder assistir a Sant Fèlix. L'any 2014, en canvi, van ser els Minyons de Terrassa els que van veure's superats per una altra colla. En totes tres ocasions, la Jove de Tarragona va suplir la baixa que havien deixat les altres colles, no sense provocar queixes i reclamacions. A l'edició del 2016 va ser precisament la Jove de Tarragona que es va veure afectada pel repartiment -arbitrari, al seu criteri- dels llocs de Sant Fèlix. I és que, si es prenien de referència les últimes temporades castelleres, especialment la del 2016, la Jove havia fet millors actuacions que altres colles de la Diada.
Per altra banda, la mateixa organització dels actes de la Festa Major s'havia proposat fer un seguit de canvis en la Diada castellera del 30 d'agost, entre els quals es trobaven un sistema innovador de rondes, que impedia que una colla s'hagués d'esperar per muntar el seu peu i disminuint la durada de la Diada; un sorteig diferent per decidir l'ordre de Sant Fèlix; la norma (discrecional i controvertida per molts) que cada colla només podia desmuntar un sol peu per ronda; la novedosa creació de la figura del "Cap de Plaça", ocupada llavors pel tarragoní Jordi Bertran i que tenia la finalitat d'agilitzar la solució de problemes puntuals a peu de plaça i la roda de premsa posterior a la Diada que van oferir tots quatre caps de colla, que tampoc no tenia precedents històrics en les diades castelleres.
Tot i que no acostuma a passar, aquesta Diada de Sant Fèlix 2016 va requerir la photo finish en dos castells per decidir si s'havien carregat o no. En el primer cas, en el segon intent del 4 de 10 amb folre i manilles que els Castellers de Vilafranca duien a terme, el castell va fer llenya just en el moment en què l'enxaneta feia l'aleta, ja amb els peus col·locats, considerant-se així, carregat. En el segon cas, més controvertit que el primer, les càmeres de televisió van haver de repassar diverses vegades si l'enxaneta del Pilar de 8 amb folre i manilles de la Colla Vella s'havia deixat de mans amb la setena o no ho havia fet. Tot i el debat instantani viscut a plaça, el pilar es va considerar carregat, sent així el castell de menys valor de la Vella.
I per acabar, tot i la gran Diada que havia viscut la Joves de Valls, sobretot després d'unes temporades de malastrugança, els vermells van haver d'acaba-la amb el Pilar de 5, clarament inferior a l'alt nivell de la colla i de tota la Diada. Això es devia al fet que un dels components del Pilar de 7 amb folre va haver d'abandonar prematurament la plaça, ja que estava a punt de tenir un fill a l'hospital.